# Potten (Färnebo socken, Värmland, 662045-141039)
Potten är en sjö i Filipstads kommun i Värmland och ingår i Göta älvs huvudavrinningsområde.